# 문웅기
문웅기(1982년 3월 6일 ~ )은 대한민국의 배우이자 모델이다.

## 학력
- 동아방송예술대학 방송연예과

## 출연작

### 영화
- 《마중: 커피숍 난동 수다 사건》 (2018년) - 웅기 / 마철 역
- 《우리 연애의 이력》 (2016년) - 하이린매니저 역
- 《고사: 피의 중간고사》 (2008년) - 김형진 역
- 《아버지와 마리와 나》 (2008년) - 봉래 역

### 드라마
- 《선암여고 탐정단》 (2015년, JTBC)
- 《마의》 (2012년, MBC)
- 《심야병원》 (2011년, MBC) - 벌새 역
- 《시크릿 가든》 (2010년, SBS) - 상민 역

### 연극
- 《더 가이즈》 (2016년) - 고윤발 역
- 《살랑살랑 기무라상》 (2015년) - 멀티 역
- 《뉴보잉보잉》 (2009년) - 순성 역

### 방송
- 《러브 액션 시즌 2》 (SUPER ACTION, 2008년)
- 《스친소 서바이벌》 (MBC, 2008년)
- 《대결 노래가 좋다》 (KBS2, 2008년)

### 뮤직비디오
- 2009년 샤이니 - 보디가드
- 2009년 서현 & 주현미 - 짜라자짜
- 2008년 먼데이 키즈 - 발자국
- 2008년 메이커슬 - 배웅
- 2007년 FT아일랜드 - 너 올때까지
- 2007년 애즈 원 & 2NB - Holiday

### 광고
- 애니콜 보디가드폰
- 불스원샷

## 음반 참여
- 닥터추 - 한방 (feat. 문웅기) (2008년)